# Манастир Гегард
Манастир Гегард или Гегардаванк (јерм. Գեղարդավանք; у преводу ”копље“) јединствени је манастирски комплекс Јерменске апостолске цркве у јерменској покрајини Котајк, делом исклесан из стена планине која га окружује.
Манастир је у 4. веку основао Свети Гргур Илуминатор на месту где се у пећини налази свети извор. Због тога се манастир најпре звао Ајриванк, тј. Планински манастир. Данашњи назив је добило према ”светом копљу“, тј. копљу којим је рањен Исус Христ на Распелу, које је наводно у Јерменију донео Апостол Свети Јуда Тадеј, а које је чувано у овом манастиру. Данас се може видети у Ечмијадзинској ризници.
Фантастичне стрме стене које окружују манастир су део кланца горњег тока реке Азат које су, заједно са манастиром Гегард, уписане на УНЕСКО-в списак Светске баштине у Азији и Аустралазији 2000. године.
Изворни манастир су уништили Арапи у 9. веку, а он је обновљен у 12. и 13. веку за време средњовековне Багратидске Јерменије, понајвише захваљујући новчаној помоћи ходочасника који су долазили да виде реликвије Светог Андрије и Светог Тадеја. Манастир је тада био познат као Манастир седам цркава или Манастир четрдесет олтара.
Неке од грађевина у манастиру су исклесане из живих стена, попут најстарије грађевине, Капеле Светог Гргура из 1177. године, док су неке само преобликоване у пећине, попут гробнице кнежева, zamatoun из 1283. године, али најлепше су раскошне грађевине које су спојене на природне пећине као делове унутрашњости. У традицији јерменске народне архитектуре, грађевине су покривене слојевитим крововима, где су средишњи виши и стоје на четири снажна стуба унутар грађевине. Таква је и главна црква (Kathoghikè) изграђена 1215. године. Она је класична јерменска црква тлоцрта уписаног крста са куполом на сецишту његових кракова која је изнутра имала сталактите (најбољи пример ове технике у Јерменије). У њеним деловима налазе се мале двоспратне капеле, а унутрашњи зидови су украшени многим рељефним симболима и натписима покровитеља. Њен графит (нартекс) повезује је са најстаријом исклесаном црквом.
Манастир је у 13. веку добио водоводну мрежу која је затворена високим зидинама, а монаси су живели у ћелијама исклесаним у стенама испред улаза у зидине. У целом крајолику налазе се и многи хачкари (камени крстови), такође делом изграђени, а делом исклесани у стенама.